# Nombre primer de Mersenne
Un nombre primer de Mersenne és una categoria dels nombres de Marsenne, definida com els nombres primers iguals a una potència de 2 menys 1 (nombre de Mersenne). Per exemple, 3 = 4 − 1 = 2² − 1 és un primer de Mersenne, igual que 7 = 8 − 1 = 23 − 1. En canvi, altres nombres que compleixin la fórmula però no siguin primers, no es consideren primers de Mersenne, com ara 15 = 16 − 1 = 24 − 1.
En general, doncs, els nombres primers de Mersenne són nombres primers de la forma:
Mn = 2n − 1, essent Mn un nombre primer.
Aquests nombres prenen el seu nom del filòsof i matemàtic francès Marin Mersenne, qui els definí al segle XVII. Cal no confondre els nombres de Mersenne amb els nombres primers de Mersenne.

## Història i desenvolupament
Els primers de Mersenne tenen relació amb els nombres perfectes, aquells que són iguals a la suma dels seus divisors. Històricament, l'estudi dels primers de Mersenne fou motivat per aquesta relació. Al segle iv aC, Euclides demostrà que si M és una potència de 2 menys 1 llavors M(M + 1)/2 és un nombre perfecte. Dos mil anys més tard, al segle xviii, Euler demostrà que tots els nombres parells perfectes són d'aquesta forma; no es coneixen nombres perfectes senars, i se sospita que no existeixen, però encara no s'hi disposa de cap demostració.
Actualment, no se sap si hi ha un nombre infinit de nombres primers de Mersenne, però es té la sospita que la resposta és afirmativa i, de fet, és una part del contingut de la conjectura de Lenstra-Pomerance-Wagstaff.

## Recerca de primers de Mersenne
El càlcul: 
{\displaystyle (2^{a}-1)\cdot (1+2^{a}+2^{2a}+2^{3a}+\dots +2^{(b-1)a})=2^{ab}-1}
demostra que Mn només pot ser primer si n també ho és, fet que simplifica considerablement la recerca de primers de Mersenne, però la inversa no és certa: Mn pot ser compost encara que n sigui primer. Per exemple, 211 − 1 = 23 · 89.
Es disposa d'algorismes ràpids per a trobar primers de Mersenne i, per això, els nombres primers més grans que es coneixen són primers de Mersenne.
Els primers quatre primers de Mersenne M₂, M₃, M₅, M₇ ja es coneixien en l'antiguitat. El cinquè, M13, fou descobert abans del 1461; els dos següents, M17 i M19, els trobà Pietro Cataldi el 1588. El 1750, Euler verificà que M31 és primer. Els següents descoberts foren M127, el 1876, gràcies a Edouard Lucas, després M61 per Ivan Mikheevich Pervushin el 1883. Els darrers abans de l'aparició dels ordinadors foren M89 i M107, calculats per R. E. Powers el 1911 i el 1914, respectivament.
Fins al setembre del 2008, només es coneixien 46 primers de Mersenne; el nombre primer més gran que es coneix (257.885.161 − 1) és de Mersenne i fou descobert gràcies a un projecte de computació distribuïda a Internet, el 'Great Internet Mersenne Prime Search' (GIMPS).

### Llista de primers de Mersenne
La taula següent mostra tots els primers de Mersenne coneguts fins a l'octubre de 2016:
| #   | n          | Mn                  | Dígits de Mn | Data de descobriment   | Descobridor                          |
| --- | ---------- | ------------------- | ------------ | ---------------------- | ------------------------------------ |
| 1   | 2          | 3                   | 1            | Antiguitat             | Antiguitat                           |
| 2   | 3          | 7                   | 1            | Antiguitat             | Antiguitat                           |
| 3   | 5          | 31                  | 2            | Antiguitat             | Antiguitat                           |
| 4   | 7          | 127                 | 3            | Antiguitat             | Antiguitat                           |
| 5   | 13         | 8191                | 4            | 1456                   | anònim                               |
| 6   | 17         | 131071              | 6            | 1588                   | Cataldi                              |
| 7   | 19         | 524287              | 6            | 1588                   | Cataldi                              |
| 8   | 31         | 2147483647          | 10           | 1772                   | Euler                                |
| 9   | 61         | 2305843009213693951 | 19           | 1883                   | Pervushin                            |
| 10  | 89         | 618970019…449562111 | 27           | 1911                   | Powers                               |
| 11  | 107        | 162259276…010288127 | 33           | 1914                   | Powers                               |
| 12  | 127        | 170141183…884105727 | 39           | 1876                   | Lucas                                |
| 13  | 521        | 686479766…115057151 | 157          | 30 de gener de 1952    | Robinson                             |
| 14  | 607        | 531137992…031728127 | 183          | 30 de gener de 1952    | Robinson                             |
| 15  | 1.279      | 104079321…168729087 | 386          | 25 de juny de 1952     | Robinson                             |
| 16  | 2.203      | 147597991…697771007 | 664          | 7 d'octubre de 1952    | Robinson                             |
| 17  | 2.281      | 446087557…132836351 | 687          | 9 d'octubre de 1952    | Robinson                             |
| 18  | 3.217      | 259117086…909315071 | 969          | 8 de setembre de 1957  | Riesel                               |
| 19  | 4.253      | 190797007…350484991 | 1.281        | 3 de novembre de 1961  | Hurwitz                              |
| 20  | 4.423      | 285542542…608580607 | 1.332        | 3 de novembre de 1961  | Hurwitz                              |
| 21  | 9.689      | 478220278…225754111 | 2.917        | 1 de maig de 1963      | Gillies                              |
| 22  | 9.941      | 346088282…789463551 | 2.993        | 16 de maig de 1963     | Gillies                              |
| 23  | 11.213     | 281411201…696392191 | 3.376        | 2 de juny de 1963      | Gillies                              |
| 24  | 19.937     | 431542479…968041471 | 6.002        | 4 de març de 1971      | Tuckerman                            |
| 25  | 21.701     | 448679166…511882751 | 6.533        | 30 d'octubre de 1978   | Noll & Nickel                        |
| 26  | 23.209     | 402874115…779264511 | 6.987        | 9 de febrer de 1979    | Noll                                 |
| 27  | 44.497     | 854509824…011228671 | 13.395       | 8 d'abril de 1979      | Nelson & Slowinski                   |
| 28  | 86.243     | 536927995…433438207 | 25.962       | 25 de setembre de 1982 | Slowinski                            |
| 29  | 110.503    | 521928313…465515007 | 33.265       | 28 de gener de 1988    | Colquitt & Welsh                     |
| 30  | 132.049    | 512740276…730061311 | 39.751       | 20 de setembre de 1983 | Slowinski                            |
| 31  | 216.091    | 746093103…815528447 | 65.050       | 6 de setembre de 1985  | Slowinski                            |
| 32  | 756.839    | 174135906…544677887 | 227.832      | 19 de febrer de 1992   | Slowinski & Gage                     |
| 33  | 859.433    | 129498125…500142591 | 258.716      | 10 de gener de 1994    | Slowinski & Gage                     |
| 34  | 1.257.787  | 412245773…089366527 | 378.632      | 3 de setembre de 1996  | Slowinski & Gage                     |
| 35  | 1.398.269  | 814717564…451315711 | 420.921      | 13 de novembre de 1996 | GIMPS / Joel Armengaud               |
| 36  | 2.976.221  | 623340076…729201151 | 895.932      | 24 d'agost de 1997     | GIMPS / Gordon Spence                |
| 37  | 3.021.377  | 127411683…024694271 | 909.526      | 27 de gener de 1998    | GIMPS / Roland Clarkson              |
| 38  | 6.972.593  | 437075744…924193791 | 2.098.960    | 1 de juny de 1999      | GIMPS / Nayan Hajratwala             |
| 39  | 13.466.917 | 924947738…256259071 | 4.053.946    | 14 de novembre de 2001 | GIMPS / Michael Cameron              |
| 40  | 20.996.011 | 125976895…855682047 | 6.320.430    | 17 de novembre de 2003 | GIMPS / Michael Shafer               |
| 41  | 24.036.583 | 299410429…733969407 | 7.235.733    | 15 de maig de 2004     | GIMPS / Josh Findley                 |
| 42  | 25.964.951 | 122164630…577077247 | 7.816.230    | 18 de febrer de 2005   | GIMPS / Martin Nowak                 |
| 43  | 30.402.457 | 315416475…652943871 | 9.152.052    | 15 de desembre de 2005 | GIMPS / Curtis Cooper & Steven Boone |
| 44  | 32.582.657 | 124575026…053967871 | 9.808.358    | 4 de setembre de 2006  | GIMPS / Curtis Cooper & Steven Boone |
| 45  | 37.156.667 | 202254406…308220927 | 11.185.272   | 6 de setembre de 2008  | GIMPS / Hans-Michael Elvenich        |
| 46* | 42.643.801 | 169873516…562314751 | 12.837.064   | 12 d'abril de 2009     | GIMPS / Odd M. Strindmo              |
| 47* | 43.112.609 | 316470269…697152511 | 12.978.189   | 23 d'agost de 2008     | GIMPS / Edson Smith                  |
| 48* | 57.885.161 | 581887266…724285951 | 17.425.170   | 25 de gener de 2013    | GIMPS / Curtis Cooper                |
| 49* | 74.207.281 | 300376418…086436351 | 22.338.618   | 7 de gener de 2016     | GIMPS / Curtis Cooper                |
| 50* | 77.232.917 | 467333183…762179071 | 23.249.425   | 26 de desembre de 2017 | GIMPS / Jonathan Pace                |
| 51* | 82.589.933 | 148894445…217902591 | 24.862.048   | 7 de desembre de 2018  | GIMPS / Patrick Laroche              |
* No se sap si queden per descobrir primers de Mersenne entre el 47è (M43.112.609) i el 51è (M82.589.933).